# Улькундинська сільська рада
Улькунди́нська сільська рада (рос. Улькундинский сельский совет) — муніципальне утворення у складі Дуванського району Башкортостану, Росія. Адміністративний центр — село Улькунди.

## Населення
Населення — 1136 осіб (2019, 1340 в 2010, 1583 в 2002).

## Склад
До складу поселення входять такі населені пункти:
| Населений пункт       | Населення, осіб (2002) | Населення, осіб (2010) |
| --------------------- | ---------------------- | ---------------------- |
| Бікташевський, селище | 0                      | -                      |
| Єлантуб, присілок     | 119                    | 85                     |
| Улькунди, село        | 1464                   | 1255                   |